# Pozo de Parangueo
Pozo de Parangueo är en ort i Mexiko.   Den ligger i kommunen Valle de Santiago och delstaten Guanajuato, i den centrala delen av landet, 250 km väster om huvudstaden Mexico City. Pozo de Parangueo ligger 1 739 meter över havet och antalet invånare är 499.
Terrängen runt Pozo de Parangueo är varierad. Runt Pozo de Parangueo är det ganska tätbefolkat, med 166 invånare per kvadratkilometer. Närmaste större samhälle är Valle de Santiago, 6,1 km öster om Pozo de Parangueo. Omgivningarna runt Pozo de Parangueo är en mosaik av jordbruksmark och naturlig växtlighet.